# Ambloplites
Ambloplites là một chi cá nước ngọt trong họ cá Thái dương (Centrarchidae) của Bộ cá vược Perciformes. Loài điển hình của chi cá này A. rupestris, còn gọi là cá vược đá, và các loài cá trong chi này còn được biết đến bởi tên gọi thông dụng là cá vược đá. Tên khoa học của chi này là Ambloplites xuất phát từ tiếng Hy Lạp cổ đại: αμβλύς (có nghĩa là cùn) và οπλίτης (tấm lá chắn), như vậy Ambloplites có nghĩa là tấm khiên cùn.

## Đặc điểm
Các loài cá trong chi Ambloplites khá đa dạng về kích cỡ, với kích cỡ lớn tối đa được ghi nhận là 30–43 cm (12–17 in) xét về chiều dài và cân nặng tối đa được ghi nhận là 0,45–1,4 kg (0,99–3,09 lb) phụ thuộc vào từng loài nào. Các loài cá trong chi này đều là loài bản địa của khu vựng tiếp giáp với vinh Hudson và vùng bồn địa ở Canada cho đến vùng hạ lưu của bồn địa sông Mississippicủa Hoa Kỳ.

## Các loài
Hiện hành chi này có 04 loài sau đây được ghi nhận:
- Ambloplites ariommus Viosca, 1936 (Cá vược bóng)
- Ambloplites cavifrons Cope, 1868 (Cá vược Roanoke)
- Ambloplites constellatus Cashner & Suttkus, 1977 (Cá vược Ozark)
- Ambloplites rupestris (Rafinesque, 1817) (Cá vược đá)